# ヘレナ・ゼンゲル
ヘレナ・ゼンゲル（Helena Zengel, ドイツ語: [ˈhɛlena ˈtsɛŋl̩]; 2008年6月10日 - ）は、ドイツの女優である。

## 生い立ちとキャリア
ドイツのベルリンで生まれ育ち、5歳のときに地元のオルタナティヴ・ロック・バンドのアビーのミュージック・ビデオで女優デビューする。初めて映画で主要な役柄を務めたのは8歳の時に出演したマシャ・シリンスキー監督・脚本のドラマ映画『Die Tochter』であり、2017年のベルリン国際映画祭で上映された。また、テレビドラマ『Die Spezialisten – Im Namen der Opfer」』には端役で2話出演した。かんしゃく持ちの9歳の主人公ベニーを演じたノラ・フィングシャイト監督・脚本のドラマ映画『システム・クラッシャー 家に帰りたい』は2019年のベルリン国際映画祭でプレミア上映された。この映画『Systemsprenger』（「システム・クラッシャー 家に帰りたい」の原題）での主演によりゼンゲルは2020年4月にドイツ映画賞主演女優賞を史上最年少で受賞した。
『Systemsprenger』で多くの国際的な賞を獲得した後、ゼンゲルはユニバーサル・ピクチャーズによりイギリス人のポール・グリーングラスが監督する西部映画『この茫漠たる荒野で』の主役にキャスティングされた。カナダ系アメリカ人作家のポーレット・ジルズの小説を原作とするこの映画で彼女が演じるのはカイオワ族に育てられた10歳のドイツ人少女のジョハンナ・リオンバーガーであり、トム・ハンクス演じるジェファーソン・カイル・キッド大尉と共に旅をするという役どころである。この映画により彼女は第78回ゴールデングローブ賞映画助演女優賞や第27回全米映画俳優組合賞助演女優賞にノミネートされた

## 主なフィルモグラフィ

### 映画
| 年   | 作品                                               | 役名                       | 備考       |
| ---- | -------------------------------------------------- | -------------------------- | ---------- |
| 2014 | Spreewaldkrimi: Mörderische Hitze                  | ヨハンナ                   | テレビ映画 |
| 2016 | Looping                                            | リリー                     |            |
| 2017 | Der gute Bulle                                     | ファビエンヌ               | テレビ映画 |
| 2017 | Die Tochter                                        | ルカ                       |            |
| 2019 | システム・クラッシャー 家に帰りたい Systemsprenger | ベニー                     |            |
| 2019 | Inga Lindström: Familienfest in Sommerby           | ミラ                       | テレビ映画 |
| 2020 | この茫漠たる荒野で News of the World               | ジョハンナ・リオンバーガー |            |

### テレビシリーズ
| 年        | 作品                                    | 役名               | 備考                               |
| --------- | --------------------------------------- | ------------------ | ---------------------------------- |
| 2016-2017 | Die Spezialisten – Im Namen der Opfer」 | アンジャ・ロスマン | 第1シーズン第7話「Flowerpower」    |
| 2016-2017 | Die Spezialisten – Im Namen der Opfer」 | リリー・ワイアー   | 第2シーズン第11話「Sommermärchen」 |

## 受賞とノミネート
| 年   | 映画祭・賞                               | 部門                                  | 作品                                | 結果       |
| ---- | ---------------------------------------- | ------------------------------------- | ----------------------------------- | ---------- |
| 2019 | Internationales Filmfest Emden-Norderney | クリエイティブ・エナジー賞 (演技部門) | システム・クラッシャー 家に帰りたい | 受賞       |
| 2019 | サンティアゴ国際映画祭                   | 女優賞                                | システム・クラッシャー 家に帰りたい | 受賞       |
| 2019 | ヨーロッパ映画賞                         | 女優賞                                | システム・クラッシャー 家に帰りたい | ノミネート |
| 2020 | パームスプリングス国際映画祭             | 女優賞                                | システム・クラッシャー 家に帰りたい | 受賞       |
| 2020 | ドイツ映画賞                             | 主演女優賞                            | システム・クラッシャー 家に帰りたい | 受賞       |
| 2021 | サテライト賞                             | 映画助演女優賞                        | この茫漠たる荒野で                  | ノミネート |
| 2021 | ゴールデングローブ賞                     | 映画助演女優賞                        | この茫漠たる荒野で                  | ノミネート |
| 2021 | 全米映画俳優組合賞                       | 助演女優賞                            | この茫漠たる荒野で                  | ノミネート |
| 2021 | 放送映画批評家協会賞                     | 若手俳優賞                            | この茫漠たる荒野で                  | ノミネート |